# Træløbere
Træløbere (Certhiidae) er en familie af små spurvefugle, der er tilknyttet skove på især den nordlige halvkugle. Familien består af to slægter, hvor Certhia er den største med ni arter, der for de flestes vedkommende er udbredt i Asien. Kun to arter findes i Europa (begge i Danmark).
Træløbere er små fugle med brunlig, camouflagefarvet overside og hvidlig underside. De har stive halefjer som spætter, men har et tyndt, spidst og krumt næb. Fuglene bevæger sig op ad træernes stammer med rykvise bevægelser. Flere arter adskilles bedst på deres stemme, da deres fjerdragt kan være meget lig hinanden.
Om vinteren ses de ofte i blandede flokke sammen med mejser.

## Slægter
- Certhia, 9 arter i Nordamerika, Europa og Asien.
- Salpornis, 2 arter i Afrika og Sydasien.